# Charles Simpkins
Charles "Charlie" Simpkins, född 19 oktober 1963 i Aiken i South Carolina, är en amerikansk före detta friidrottare som tävlade i tresteg.
Simpkins studerade vid Baptist College (numera Charleston Southern University) i North Charleston.
Simpkins främsta merit är hans silvermedalj vid Olympiska sommarspelen 1992 efter landsmannen Mike Conley med ett hopp på 17,60 meter. Han deltog vid Inomhus-VM 1989 där han blev nia och vid VM 1987 i Rom där han emellertid inte tog sig vidare till finalen.

## Personliga rekord
- Tresteg - 17,86 meter